# Refrigerante di Liebig

Il refrigerante di Liebig è un particolare tipo di condensatore usato in chimica per eseguire la distillazione.

## Descrizione
Dal punto di vista costruttivo si tratta di uno scambiatore di calore a doppio tubo, costituito da due tubi coassiali in vetro: ognuno di tali tubi è provvisto di uno sbocco e un imbocco che in genere vengono collegati al resto dell'attrezzatura tramite raccordi in gomma. Uno dei due tubi si collega alla rete idrica del laboratorio, per cui all'interno scorre il fluido refrigerante (generalmente acqua), mentre nell'altro tubo passa il fluido da condensare.